# Valerij Nikolaevič Kubasov
Valerij Nikolaevič Kubasov (in russo Валерий Николаевич Кубасов?; Vjazniki, 7 gennaio 1935 – Mosca, 19 febbraio 2014) è stato un cosmonauta sovietico.
Nacque nel Oblast' di Vladimir nell'allora RSSF Russa.

## Studi
Nel 1958 Kubasov terminò lo studio di ingegneria meccanica presso l'istituto dell'aviazione di Mosca ottenendo il titolo di ingegnere. Dovette comunque attendere fino al 1966 quando venne per la prima volta scelto quale cosmonauta su incarico dell'"Ufficio centrale sovietico di costruzione di ingegneria meccanica esperimentale“ (Centralnoe Konstruktorskoe Bjuro Eksperimentalnogo Mašinostroenija). Questa scelta venne confermata divenendo definitiva appena il 27 maggio del 1968.

## Voli nello spazio
Kubasov volò nello spazio per la prima volta nel 1969 a bordo della Sojuz 6, quale ingegnere di bordo di questa prima missione eseguita contemporaneamente da tre navicelle spaziali. Nel 1975 volò nello spazio per la seconda volta con l'incarico di ingegnere di volo, questa volta a bordo della Sojuz 19, per partecipare attivamente al programma eseguito in stretta collaborazione tra l'Agenzia Spaziale sovietica e la NASA statunitense, il famoso programma test Apollo-Sojuz. La sua ultima missione nello spazio avvenne nel corso del programma Intercosmos. Assunse infatti l'incarico di comandante civile del quinto equipaggio della stazione spaziale Saljut 6, che raggiunse a bordo della Sojuz 36. Il ritorno a terra avvenne a bordo della Sojuz 35 dopo una permanenza di poco più di sette giorni a bordo della stazione spaziale (per la precisione dal 26 maggio al 3 giugno del 1980). Lasciò definitivamente l'Agenzia Spaziale Russa il 3 novembre 1993.
Già durante il suo periodo da cosmonauta attivo, Kubasov venne coinvolto nello sviluppo della stazione spaziale Mir. Dopo aver lasciato il gruppo dei cosmonauti e l'Agenzia Spaziale Russa, Kubasov divenne vicedirettore della più grande ditta produttrice di velivoli, lanciatori e componenti spaziali sovietici: la NPO Ėnergija (oggi denominata RKK Ėnergija - in inglese S.P. Korolev Rocket and Space Corporation Energia).
Kubasov morì nel 2014 e venne sepolto nel cimitero di Troekurovo, a Mosca.

## Riconoscimenti
Tra i vari riconoscimenti ricevuti è stato insignito due volte del titolo di Eroe dell'Unione Sovietica (1969 e 1975) e per tre volte dell'Ordine di Lenin.